# Base Nord
| \| Localisation de la Base Nord avec les frontières politiques actuelles. · Base Nord \| Localisation de la Base Nord avec les frontières politiques actuelles. |
| Localisation de la Base Nord avec les frontières politiques actuelles. · Base Nord                                                                              |

La base Nord était un projet de base navale secrète allemande proposée dans la baie de Zapadnaya Litsa, à l'ouest de Mourmansk mis à disposition par l'Union soviétique. La base faisait partie d'un partenariat qui s'était développé entre l'Allemagne et l'Union soviétique à la suite du traité germano-soviétique de non-agression de 1939, et de l’accord économique global de 1940.
En 1939, l'Union soviétique accepta de fournir un emplacement pour une base à l'Allemagne, dans le but de soutenir les sous-marins et les raids contre les navires de commerce. L'Allemagne envoya des navires de ravitaillement qui étaient ancrés dans la baie, mais aucun bâtiment de combat de la Kriegsmarine ne fut ravitaillé. L’invasion de la Norvège par l’Allemagne en avril 1940 a, par la suite, rendu la base inutile.
En 2008, la base Nord fut la vedette d’une série importante d'investigation historique de la BBC-PBS, appelé World War II Behind Closed Doors: Stalin, the Nazis and the West (La Seconde Guerre mondiale derrière les portes fermées: Staline, les nazis et l'Occident), et d’un livre du même nom de Laurence Rees en 2009.

## Contexte
Au cours de l'été 1939, après avoir mené des négociations à la fois avec un groupe anglo-français et l'Allemagne à propos d’éventuels accords militaires et politiques, l'Union soviétique choisit l'Allemagne. Elle signe le 19 août, un accord commercial germano-soviétique prévoyant l'échange de certains matériels militaires et civils allemands en échange de matières premières soviétiques, et le 23 août, le pacte Molotov-Ribbentrop, qui incluait des protocoles secrets prévoyant une répartition des États d'Europe du Nord et de l’Est en «sphères d'influence » allemande et soviétique.
Une semaine après la signature du Pacte Molotov-Ribbentrop, le partage de la Pologne commença avec l'invasion allemande de la Pologne occidentale, suivie par l'invasion par l'Union soviétique de la Pologne orientale le 17 septembre, en coordination avec les forces allemandes.

## Négociations
À la fin de 1939, les deux pays entamèrent des discussions sur un accord économique plus large que l'accord de commerce germano-soviétique de 1939,. Depuis le début de ces négociations, l'Union soviétique avait clairement indiqué qu'elle était prête à échanger sa position maritime stratégique contre de la technologie. Les Soviétiques étaient disposés à fournir une base septentrionale aux Allemands, mais pas un port, car cela donnerait une indication ouverte de l'aide soviétique à l’Allemagne, et indiquerait qu'elle était un cobelligérant.
En octobre, les Soviétiques offrirent d'abord de fournir une base à l'ouest de Mourmansk, où les Allemands ont noté le manque de mouillage et d’installations. Les Soviétiques modifièrent leur offre pour Zapadnaya Litsa, dans le golfe Motovsky sur le fjord Litsa le point le plus occidental de la péninsule de Kola, que les Allemands acceptèrent.

## Les opérations de la base

### La nécessité de garder le secret
Même si elle avait conclu des ententes secrètes avec l'Allemagne pour le partage de territoire et pour une aide militaire, l'Union soviétique tenta de maintenir un semblant de neutralité. À ce titre, plusieurs options pour le ravitaillement soviétique des navires de raids allemands qui opéraient en bordure du droit international, furent considérés. En particulier, feindre la capture de navires de ravitaillement soviétiques par les navires allemands et puis les relâcher après que les Allemands aient récupéré le ravitaillement ou de placer les fournitures à un point de transbordement où les Allemands les récupéreraient plus tard.
La base de Zapadnaya Litsa, appelée «Base Nord », présente des avantages en matière de secret. Elle était entourée par le territoire russe et fermée à tout trafic maritime étranger et national, de sorte que personne ne pouvait voir les opérations en cours. Son entrée empêchait également l'observation depuis la mer.

### Les conditions de la base initiale
L’Allemagne savait que les fortifications allemandes de la base Nord était impossibles politiquement. La base, à cette époque, était totalement sous-développée, sans aucune communication par rail ou par route et n'avait pas accès à l'eau potable. Mourmansk (à 120 kilomètres de là) avait un accès au canal de la mer Blanche, mais quand les Allemands y parvinrent, Mourmansk n'avait pas encore été développé et le travail forcé des forçats du goulag était encore en train de construire les installations soviétiques.
Au début, l’Allemagne fournit le matériel nécessaire pour ses U-boots en vue de les utiliser dans la base et les envoya d'abord à Mourmansk. Elle utilisa les navires marchands Cordillera (12 055 tonneaux), Phoenicia (4 124 tonneaux) et le Sachsenwald (650 tonneaux) pour ce faire. Les trois navires avaient été internés à Mourmansk depuis le début de la guerre. Le Cordillera retourna à Mourmansk presque immédiatement en décembre 1939 et ensuite se rendit à Hambourg en février 1940.
Le commandement de la flotte du Nord de l’Union soviétique avait été informé par Moscou que les Allemands pourraient utiliser la base pour soutenir le blocus des îles Britanniques. Toutefois, le sous-marin britannique HMS Salmon coula le U-36, le premier sous-marin que l'Allemagne avait envoyé en éclaireur à la base Nord, dans la mer de Norvège, bien que les Britanniques ne connaissaient pas la mission de l’U-36. L'U-38 plus tard accomplit cette tâche de reconnaissance malgré l'intervention de torpilleurs soviétiques et de navires des garde-cotes.

### Les rumeurs
En décembre 1939, les médias d’Europe occidentale commencèrent à publier des rumeurs d'une base sous-marine septentrionale allemande en Union soviétique. Le journal danois Nationaltidende, le magazine français Paris-Soir et une station de radio française firent état de rumeurs d'une base sous-marine allemande, même s’ils avaient incorrectement identifié son emplacement. L'Allemagne rejeta ces allégations comme étant des rumeurs sans fondement. Des rumeurs similaires refirent surface en mars 1940 à le Stockholm Daily Press.

### L'invasion de la Norvège

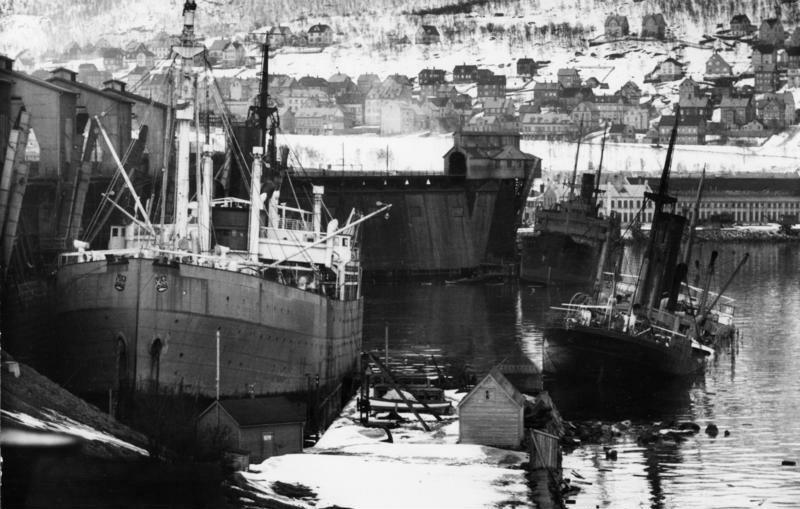
L'ancien baleinier "Jan Wellem" (à gauche) échoué à Narvik après les batailles de Narvik du 10 au 13 avril 1940. Il fut plus tard récupéré.

En avril 1940, l'Allemagne envahit la Norvège pour obtenir une base pour mener des raids navals dans l'Atlantique Nord, et pour assurer les expéditions de minerai de fer depuis la Suède via le port de Narvik. Bien que les bâtiments utilisés ne soient partis de la base Nord, le ravitailleur Jan Wellem de 11 965 t,, important pour les opérations à Narvik fut envoyé à partir de la base Nord. Aucun sous-marin allemand ou navire de guerre de surface ne provenait de la base Nord.
Le 1er mai 1940, les Soviétiques fournirent un meilleur point d'ancrage pour la base Nord à proximité de la baie Iokanga. Cependant, l’invasion de la Norvège par l’Allemagne avait réduit la nécessité de la base Nord pour les opérations, elle était devenue plus importante en tant que symbole de la coopération que pour sa disponibilité opérationnelle. En avril 1940, l’Union soviétique mit fin à sa coopération concernant la base Nord.